# Margaritaville at Sea Islander
El Margaritaville at Sea Islander (originalmente Costa Atlantica) es un crucero de la clase Spirit, operado por la naviera Margaritaville at Sea. 
El navío fue construido en 2000 por el astillero Kvaerner Masa-Yards Helsinki, entrando en servicio con Costa Cruceros hasta el año 2020 cuando pasó a CSSC Carnival Cruise Shipping. Renombrada la nueva naviera como Adora Cruises, ésta se quedó con su buque gemelo, el Costa Mediterranea, mientras que el Atlantica fue vendido a Margaritaville a finales de 2023. 

## Construcción
El Atlantica fue construido en 2000 en Helsinki, como parte de un proyecto iniciado por los astilleros Kværner Masa Yard que incluía la construcción de 5 barcos más: los Costa Mediterranea (gemelo), Carnival Pride, Carnival Spirit, Carnival Legend y Carnival Miracle. Excepto los dos Costa, los otros 4 iban destinados a la Carnival Cruise Line. El bautismo del Costa Atlantica se celebró el 16 de julio de 2000 en la Piazza San Marco de Venecia.

## Costa Atlantica
En 2011, el barco es el escenario de la película Benvenuto a bordo, del francés Éric Lavaine . El consultor de esa película fue Francesco Schettino, entonces comandante de ese barco, tristemente conocido por los eventos que tuvieron lugar un año después a bordo del Costa Concordia. De hecho, la película, inicialmente programada para los primeros meses de 2012, se estrenó en los cines en junio del mismo año. El filme se grabó mientras el barco realizaba servicio regular por cruceros en el centro y norte de América.
En la temporada invernal 2012/2013, navegó en los Emiratos Árabes Unidos y en el verano de 2013 comenzó a hacer cruceros en China, Corea del Sur y Japón junto con el Costa Victoria.
En enero de 2015, el barco ingresó al dique seco en Shanghái para adaptarse al mercado chino. Durante los trabajos de renovación, se demolió el centro de bienestar (llamado "Ischia spa") para dejar espacio para 47 suites nuevas. El 1 de marzo de 2015 partió para una vuelta al mundo de 86 días desde Shanghái .

## CSSC Carnival y Margaritaville at Sea
A principios de 2020, el Costa Atlantica dejó la flota de Costa Cruceros para pertenecer a la marca china CSSC Carnival Cruise Shipping (posteriormente Adora Cruises) junto a su gemelo el Mediterranea. 
Pero si bien el Mediterranea permanece desde entonces en esta naviera, el Atlantica fue a su vez vendido de nuevo, pasando a formar parte en 2023 de la flota de la operadora norteamericana Margaritaville at Sea. Con el nuevo nombre de Margaritaville at Sea Islander, reformado y con nueva librea, inició sus cruceros en junio de 2024, en la ruta Tampa - Key West - Cozumel y Progreso (Yucatán).

## Galería

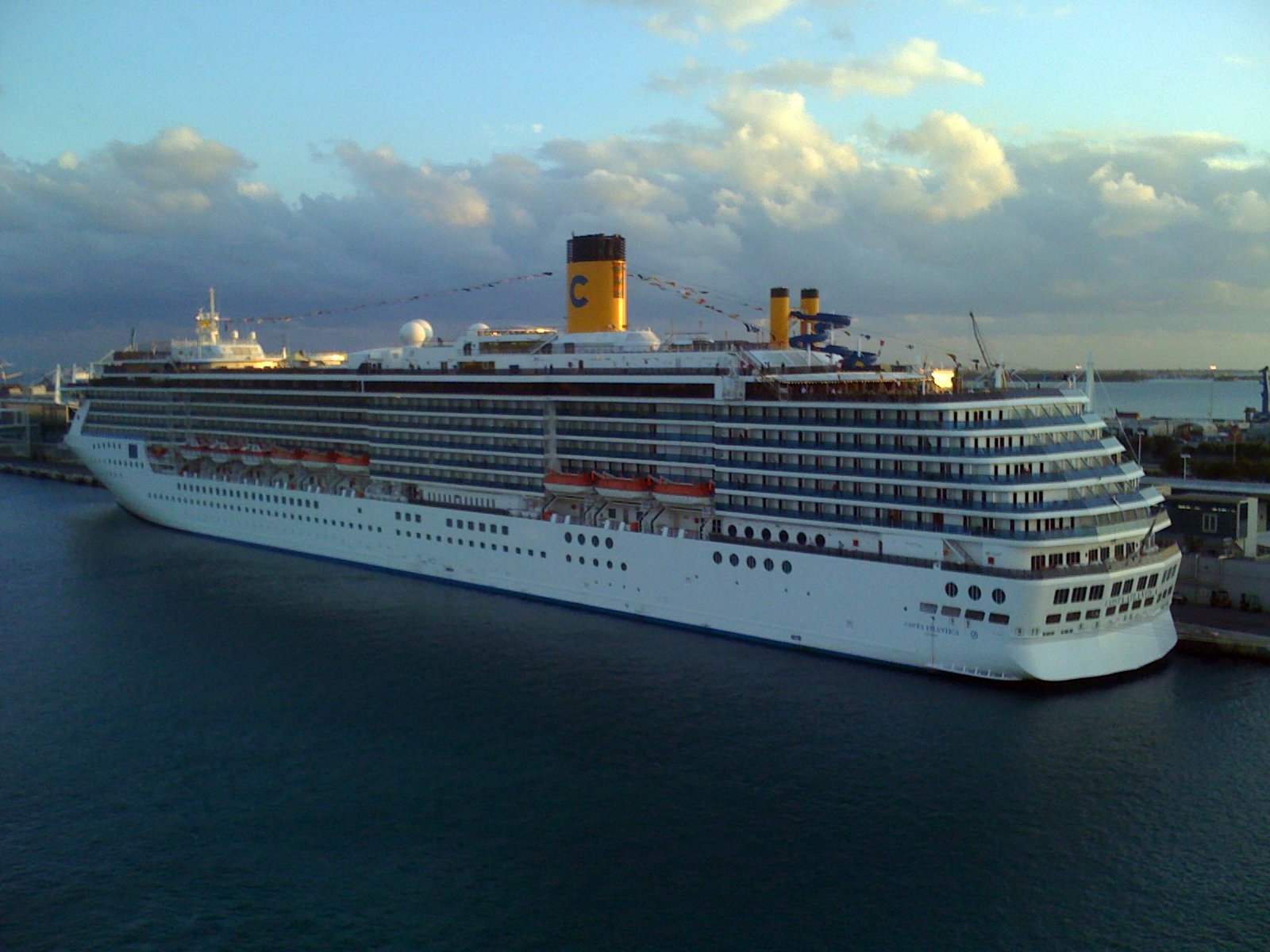
Como Costa Atlantica
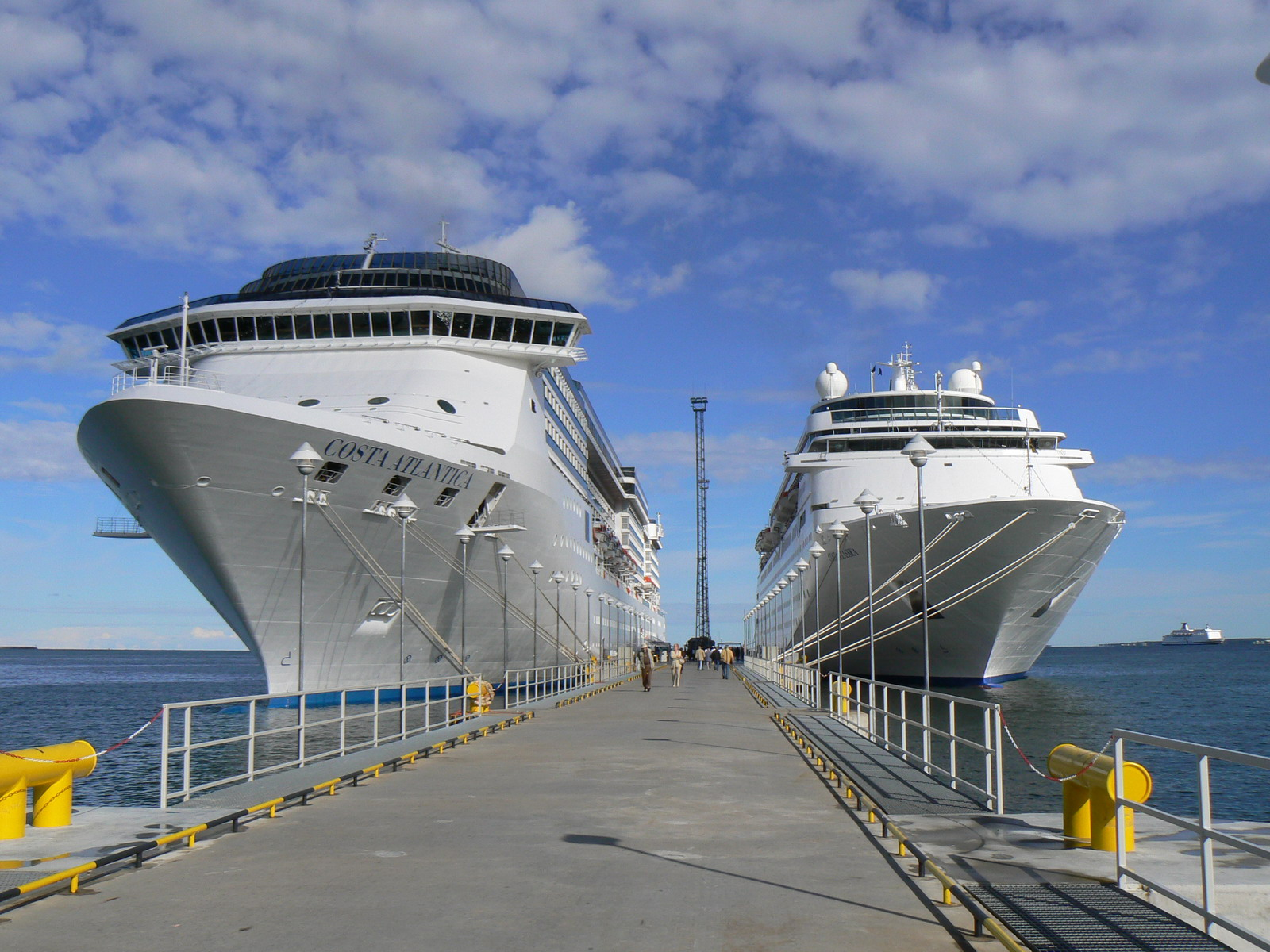
El Atlantica atracado junto al Costa Classica, también de Costa.